# Étricourt-Manancourt
Étricourt-Manancourt település Franciaországban, Somme megyében. Lakosainak száma 525 fő (2022. január 1.). Étricourt-Manancourt Léchelle, Ytres, Équancourt, Mesnil-en-Arrouaise, Moislains és Nurlu községekkel határos.

## Népesség
A település népességének változása:
| Lakosok száma | 524  | 526  | 535  | 531  | 532  | 529  | 528  | 525  | 525  |
|               | 2013 | 2015 | 2016 | 2017 | 2018 | 2019 | 2020 | 2021 | 2022 |